# Glyptothorax steindachneri
Glyptothorax steindachneri är en fiskart som först beskrevs av Pietschmann, 1913.  Glyptothorax steindachneri ingår i släktet Glyptothorax och familjen Sisoridae. Inga underarter finns listade i Catalogue of Life.